# Дигидроморфин
Дигидроморфин — полусинтетический опиоид, изобретённый в Германии в 1900 году. По своей структуре очень похож на морфин, единственное отличие — одинарная связь между 7 и 8 позициями, вместо двойной у морфина. Может быть получен различными способами, включая гидрогенизацию морфина или опиума или деметилирование дигидрокодеина или тетрагидротебаина. Выпускается в виде таблеток, ампул с раствором для инъекций различных видов, суппозиториев и в форме жидкости. В России дигидроморфин входит в Список I Перечня наркотических средств, психотропных веществ и их прекурсоров, подлежащих контролю в Российской Федерации (оборот запрещён). В Швеции входит в Список II.
Анальгетический эффект дигидроморфина немного сильнее, чем у морфина, и имеет сходные побочные эффекты. Как и метопон, возможно менее аддиктивен и более биодоступен, чем морфин. Действие начинается быстрее, чем у морфина, и длится немного дольше, как правило 4—7 часов. Другие препараты с быстрым началом действия, такие как никоморфин и гидроморфон, имеют небольшое время действия, в среднем около 3 часов для большинства пациентов.
В настоящее время дигидроморфин больше всего используется в Японии и различных европейских и азиатских странах. В докладе ООН 1993 года сообщалось об увеличении использования дигидроморфина в странах Центральной Европы, а позднее в докладах ВОЗ и ЕС было показано то же самое, хотя не было сделано различия в употреблении препарата, как анальгетика, и использовании его для производства других препаратов. Позже тот же результат был показан в США, где он отдельно рассматривался в качестве промежуточного звена в производстве дигидрокодеина и некоторых способах производства гидрокодона, гидроморфона и схожих препаратов.
Ведутся научные споры по поводу относительной силы дигидроморфина: согласно различным официальным источникам анальгетическая сила составляет от 50% до 120% от силы морфина. Клиническая практика говорит в пользу морфина. Для сравнения, дигидрокодеин в 1,5 раза сильнее кодеина, но у него отсутствуют ограничения, обусловленные метаболизмом кодеина, то есть существует верхний предел (у большинства людей — 400 мг), выше которого кодеин теряется. Дигидроморфин действует дольше (6 часов против 4 у морфина).
Дигидроморфин, помеченный изотопами йода-126 и трития, использовался в исследованиях, которые привели в итоге к открытию опиоидных рецепторов в нервной системе человека. Другие опиоиды, такие как бупренорфин или морфин, также использовались подобным образом в исследованиях реакции различных систем человеческого тела на наркотики этого типа.
С помощью ацетилирования дигидроморфина может быть получен диацетилдигидроморфин.